# Viagrande
Viagrande é uma comuna italiana da região da Sicília, província de Catania, com cerca de 6.553 habitantes. Estende-se por uma área de 10 km², tendo uma densidade populacional de 655 hab/km². Faz fronteira com Aci Bonaccorsi, Aci Sant'Antonio, San Giovanni la Punta, Trecastagni, Zafferana Etnea.

## Demografia
| Variação demográfica do município entre 1861 e 2011                               |
|                                                                                   |
| Fonte: Istituto Nazionale di Statistica (ISTAT) - Elaboração gráfica da Wikipedia |